# Lipovo Polje
Lipovo Polje – wieś w Chorwacji, w żupanii licko-seńskiej, w gminie Perušić. W 2011 roku liczyła 122 mieszkańców.